# ムブイレニ・ムラウジ
ムブイレニ・ムラウジ (Mbulaeni Mulaudzi、1980年9月8日 - 2014年10月24日)は、南アフリカ共和国の陸上競技選手。2004年アテネオリンピック男子800mの銀メダリスト、2009年世界陸上競技選手権大会800m金メダリストである。2013年に現役を引退。2014年10月24日、交通事故により34歳で死亡した。

## 主な実績
| 年   | 大会                   | 場所                       | 種目 | 結果   | 記録    |
| ---- | ---------------------- | -------------------------- | ---- | ------ | ------- |
| 2000 | アフリカ陸上選手権     | アルジェ（アルジェリア）   | 800m | 銀     | 1:46.28 |
| 2002 | コモンウェルスゲームズ | マンチェスター（イギリス） | 800m | 金     | 1:46.32 |
| 2002 | アフリカ陸上選手権     | ラデス（チュニジア）       | 800m | 銅     | 1:46.20 |
| 2003 | 世界陸上選手権         | パリ（フランス）           | 800m | 銅     | 1:44.90 |
| 2003 | オールアフリカゲームズ | アブジャ（ナイジェリア）   | 800m | 銀     | 1:46.44 |
| 2004 | 世界室内陸上選手権     | ブダペスト（ハンガリー）   | 800m | 金     | 1:45.71 |
| 2004 | オリンピック           | アテネ（ギリシャ）         | 800m | 銀     | 1:44.61 |
| 2006 | 世界室内陸上選手権     | モスクワ（ロシア）         | 800m | 銀     | 1:47.16 |
| 2007 | 世界陸上選手権         | 大阪（日本）               | 800m | 7位    | 1:47.52 |
| 2008 | オリンピック           | 北京（中華人民共和国）     | 800m | 準決勝 | 1:46.24 |
| 2009 | 世界陸上選手権         | ベルリン（ドイツ）         | 800m | 金     | 1:45.29 |

## 自己ベスト
- 800 m - 1:42.86 (2009年)
- 1500 m - 3:38.55 (2009年)